# سد بیدواز
سد بیدواز اسفراین یکی از  سدهای خراسان شمالی  در ۲۰ کیلومتری شمال شرقی اسفراین قرار دارد.

## هدف‌های ساخت سد
کاربری اصلی این سد تأمین آب آشامیدنی شهر اسفراین و تأمین آب کشاورزی اراضی روستاهای اسفراین
کاربری شاخص دیگر این سد هم به عنوان یکی از جاذبه‌های تفریحی و اقامتی منطقه است.
به‌طور کلی کاربری‌های این سد به شرح ذیل است:
1. تأمین آب آشامیدنی شهر
2. تأمین آب کشاورزی اراضی کشاورزی روستاهای
3. تأمین محل تفرج منطقه‌ای
4. کنترل طغیان و جلوگیری از خسارات ناشی از سیل

همچنین این سد محل مناسبی برای صید اردک ماهی به روش اسپین و صید ماهی درشت کپور برای علاقمندان به ماهیگیری می باشد